# Bradley Dack
Bradley Paul Dack, né le 31 décembre 1993 à Greenwich, en Angleterre, est un footballeur anglais évoluant au poste de milieu de terrain.

## Biographie
Le 27 juin 2017, il rejoint le club des Blackburn Rovers, équipe évoluant en League One (D3). Lors de la saison 2017-2018, il inscrit 19 buts dans ce championnat. Il inscrit trois doublés en championnat cette saison-là.

## Palmarès
- Gillingham 
  - Football League Two (D4)
    - Champion : 2013

- Blackburn Rovers
  - Football League One (D3)
    - Vice-champion : 2018

### Distinctions personnelles
- 2017 : Membre de l'équipe type de Football League One en 2017.
- 2018 : Membre de l'équipe type de Football League One en 2018.
- Meilleur joueur de la saison de D3 anglaise en 2016 et 2018